# Hōshi
Hōshi (jap. 法師) – ryokan znajdujący się w Komatsu, w prefekturze Ishikawa, w Japonii. Założony w 718 roku przez buddyjskiego mnicha Taichō. Uważa się, że powstał jako drugi hotel na świecie, po Nishiyama Onsen Keiunkan.
Od początku swojego istnienia należy do jednej rodziny, w 2024 roku było to przynajmniej 46 pokoleń. Jest członkiem Stowarzyszenia Enochian skupiającego rodzinne firmy mające minimum 200 lat i najstarszą firmą rodzinną na świecie.